# Jens Härter
Jens Härter (* 19. Dezember 1979 in Bietigheim-Bissingen) ist ein ehemaliger deutscher Fußballspieler.

## Werdegang
Der Abwehrspieler begann seine Karriere beim TSV Asperg, danach spielte er für die Sportvg Feuerbach, die Jugendmannschaft des VfB Stuttgart, den FV Zuffenhausen und von 1999 bis 2004 für SGV Freiberg, mit dem er 2001 in die Oberliga aufstieg. Ab Juli 2004 stand er beim heutigen Drittligisten Stuttgarter Kickers unter Vertrag, mit dem er zweimal den WFV-Pokal gewann. Für den Verein aus Stuttgart-Degerloch absolvierte Härter 120 Spiele (drei Tore) in der Regionalliga Süd und der 3. Liga.
Nach dem Abstieg mit den Stuttgarter Kickers in die Regionalliga wechselte er zur Saison 2009/10 zum SSV Reutlingen. Ab 2010 spielte er wieder für den SGV Freiberg in der Oberliga, ab Januar 2012 für den FV Ingersheim.